# Prospero Marchetti

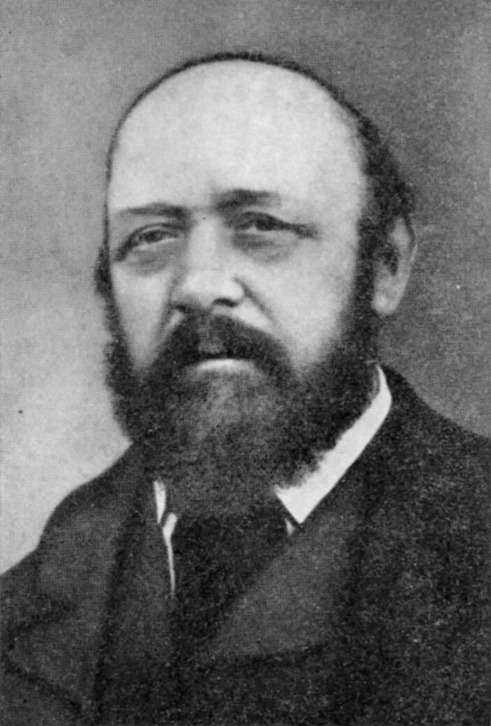
Prospero Marchetti

Prospero Marchetti (* 13. April 1822 in Arco, Kaisertum Österreich; † 14. Mai 1884 ebenda, Österreich-Ungarn) war ein österreichischer Politiker. Im Zuge der Revolution von 1848 machte er sich für eine Loslösung des Trentino vom Kaisertum Österreich stark. Nach dem Scheitern der Revolution war er Bürgermeister in seiner Heimatstadt Arco und trug wesentlich zu deren Aufstieg als Kurort bei. Von seiner Gründung 1872 bis 1880 war er zudem erster Präsident des Trentiner Bergsteigervereins SAT.

## Leben
Prospero Marchetti stammte aus einer wohlhabenden Familie aus Bolbeno in den Inneren Judikarien in der Grafschaft Tirol, die sich Anfang des 19. Jahrhunderts in Arco niedergelassen hatte. Seine Mutter Catherina war eine Sardagna-Hohenstein, die 1790 in den Reichsgrafenstand erhoben worden waren.
Marchetti studierte zunächst Philosophie an der Universität Innsbruck und anschließend Rechtswissenschaften an den Universitäten Wien, Padua und Pavia. Nach seinem Studium zog er 1844 nach Mailand und widmete sich der Forensik. Dem Beruf ging er sein ganzes Leben lang nach.
Im März 1848 nahm er am Fünf-Tage-Aufstand gegen die Habsburgermonarchie in Mailand teil, nachdem er bereits während der Vorbereitungen des Aufstandes mit den Aufständischen in Kontakt getreten war. Nach dem Abzug der von Feldmarschall Radetzky angeführten kaiserlich-königlichen Armee, wurde er dank seines einflussreichen Freundes Alessandro Porro, der Mitglied der neugebildeten Mailänder Übergangsregierung war, mit Regierungsaufgaben im Bereich öffentlicher Sicherheit betraut. Marchetti nutzte seine Position, um auf die nationalen Bestrebungen im Trentino aufmerksam zu machen. Dank seiner nachhaltigen Bemühungen überzeugte er die Übergangsregierung unter Gabrio Casati, die Lage im italienischsprachigen Teil Tirols auszukunden. Im Zuge des Einmarsches eines lombardischen Freikorps in die Judikarien unter dem Befehl von Michele Allemandi, wurde am 11. April 1848 in Tione eine Übergangsregierung unter der Führung seines Bruders, Giacomo Marchetti, ausgerufen.
Allerdings zeigte sich während der österreichischen Gegenoffensive schnell, wie wenig die revolutionären Ideen in der Bevölkerung des Trentino verankert waren. Sein Bruder Giacomo musste nach Brescia flüchten und rief dort wenige Wochen später zusammen mit anderen politischen Flüchtlingen ein Komitee zur Verteidigung des italienischsprachigen Tirols aus. Mentor des Komitees bei der Übergangsregierung in Mailand war Prospero Marchetti. Letzterer vertrat das Trentino auch in der Kommission, die ein Wahlgesetz für die Wahl einer konstituierenden Versammlung ausarbeitete.
Zwischen Juni und Juli 1848 gehörte er der Delegation der Mailänder Übergangsregierung an, die in Frankfurt am Main bei den Abgeordneten der Frankfurter Nationalversammlung für eine Unabhängigkeit Italiens vom Kaisertum Österreich werben sollten. Ihm kam dabei die besondere Aufgabe zu, zwischen der Mailänder Delegation und den Abgeordneten aus dem italienischsprachigen Teil Tirols zu vermitteln. Marchetti und seine Mitstreiter hatten erkannt, dass in der nationalen Frage das Trentino nicht abseitsstehen dürfe. In ihren Augen bot sich die Nationalversammlung in Frankfurt als legitime Bühne für die Anerkennung der italienischen Identität des Trentino und einer Loslösung von der österreichischen Fremdherrschaft an. Unermüdlich suchte Marchetti über persönliche Kontakte und mittels Briefen, in der Sache bei den deutschen Abgeordneten Fürsprecher zu finden. Kurz nach der Niederlage der piemontesisch-sardischen Armee in der Schlacht bei Custoza Ende Juli 1848 reiste er aus Frankfurt unverrichteter Dinge in Richtung Turin ab.
Marchetti hoffte auch nach der Unterzeichnung des Waffenstillstandes von Salasco am 9. August 1848, dass Österreich bei den Friedensverhandlungen freiwillig auf die Lombardei verzichten würde. In dem Fall wäre auch für das Trentino ein Anschluss an die Lombardei oder zumindest eine weitgehende Autonomie vom Deutschen Bund im Bereich des Möglichen gelegen. Ende August 1848 brachte er sein Anliegen in einem Schreiben den Regierungen des Königreichs Sardinien und des Großherzogtums Toskana sowie dem britischen und dem französischen Botschafter in Turin vor. Das Schreiben blieb ungehört und die nationale Frage des Trentino wurde bei den Friedensverhandlungen nicht einmal aufgeworfen. Im Zuge der von Österreich gewährten Amnestie kehrte er im Oktober 1848 nach Bolbeno zurück.
Im Februar 1856 wurde er erstmals zum Podestà von Arco gewählt. Als Bürgermeister setzte er sich insbesondere für eine Verbesserung der Lebensverhältnisse der bäuerlichen Bevölkerung ein. Nach Ausbruch des Zweiten Italienischen Unabhängigkeitskrieges 1859 weigerte er sich einen Treueid auf Kaiser Franz Joseph I. abzuleisten, worauf er seines Amtes enthoben wurde. Seine zweite Ernennung zum Bürgermeister von Arco wurde 1861 von den österreichischen Behörden zurückgewiesen. Letztere erließen während des Dritten Italienischen Unabhängigkeitskrieges einen Haftbefehl gegen ihn, so dass er im Juli 1866 aus Arco flüchtete sich bis zum Ende des Jahres auf den umliegenden Bergen versteckt hielt.
Mit dem Frieden von Wien im Oktober 1866 änderte er wesentlich seine Haltung gegenüber dem Habsburgerreich. In der Folge wurde er zwischen 1868 und 1878 noch dreimal zum Bürgermeister von Arco gewählt. In seiner Amtszeit verwandelte sich die Kleinstadt in einen renommierten Kurort der Habsburgermonarchie, wofür er 1874 von Kaiser Franz Joseph I. zum Ritter ernannt wurde. Zwischen August und September 1870 gehörte er außerdem kurz dem Tiroler Landtag an.
Prospero Marchetti gehörte 1872 zu den Gründungsmitgliedern des in Madonna di Campiglio gegründeten Trentiner Bergsteigervereins Società Alpina del Trentino, dessen erster Präsident er wurde. Das Amt führte er auch nach der Zwangsauflösung des Vereins wegen irredentistischer Umtriebe und der 1876 erfolgten Gründung des Nachfolgevereins, Società degli Alpinisti Tridentini, bis 1880 weiter. Ihm zu Ehren wurde die 1906 eingeweihte Schutzhütte oberhalb von Arco auf dem Monte Stivo, das Rifugio Stivo – „Prospero Marchetti“ gewidmet.